# Парри, Джордж
Джордж Парри (англ. George Parry) (1814 — примерно 1875) — британский инженер. Разработал и в 1850 году впервые удачно использовал конусовий засыпной аппарат доменной печи, состоящий из конуса и воронки (чаши). Чаша и конус до сих пор (2017 год) являются составной частью конусових загрузочных устройств доменных печей.

## Биография
Дж. Парри работал химиком и затем начальником доменного цеха Эббу-Вайльского металлургического завода, в Эббу-Вейле, Уэльс.
За изобретение засыпного аппарата Парри получил вознаграждение в 10000 фунтов стерлингов. После пятидесяти лет вышел в отставку и переехал в Кармартеншире.
Парри принимал участие в разработке метода получения стали из чугуна. До середины 19 века единственным способом получения ковкого железа (стали) из чугуна было пудлингование. Однако оно уже не удовлетворяло в полной мере потребности общества в металле. Поэтому велись поиски в совершенствовании пудлингование или создании нового метода переработки. 1855 года директор Эббу-Вайльского металлургического завода Томас Браун (англ. Thomas Brown) поручил Парри исследования относительно возможности использования на заводе производства стали из чугуна по методу американца Джозефа Мартина Гилберта (англ. Joseph Gilbert Martein) (1792? — 1878), патент которого приобрел завод. Метод Мартина заключался в продувке воздуха через расплавленный чугун. Однако, из-за малого размера экспериментальной печи, опыты Парри были неудачными и руководитель завода прекратил их проведение. Вскоре свой метод получения стали из чугуна путем продувки сквозь него воздуха запатентовал Генри Бессемер. Парри имел определенные напрацьовки и даже запатентовал свой метод. Генри Бессимер выкупил у Парри его патент патент и патент Мартина у завода. За свой патент Парри получил от Генри Бессемера по разным данным от 1000 до 5000 фунтов-стерлингов наличными.